# Заліщицьке лісництво
Заліщицьке лісництво» — територіально-виробнича одиниця ДП «Чортківське лісове господарство» Тернопільського обласного управління лісового та мисливського господарства, підприємство з вирощування лісу, декоративного садивного матеріалу.

## Об'єкти природно-заповідного фонду
На території лісництва знаходиться ? об'єктів природно-заповідного фонду:
- Національний природний парк «Дністровський каньйон» — квартали 11, 31-35, 21, 27, 37, 42, 45-48, 38-42, 64, 74-85